# Anna Burgundská (1192–1243)
Anna Burgundská některými zdroji označována také jako Markéta (francouzsky Anne de Bourgogne ; 1192 – 1243) byla savojská hraběnka.
Narodila se jako nejmladší dcera Huga III. Burgundského a jeho druhé manželky Beatrix z Albonu. Kolem let 1217 – 1222 byla provdána za Amadea IV. Savojského. Jako věno obdržela hrad Mirabel, Ornacieux a další pozemky ve Viennois. Byla také stanovena dědičkou svého bratra. Mír mezi rodinami netrval dlouho a konflikt se v roce 1228 obnovil. Roku 1233 Amadeus zdědil savojské hrabství. Z manželství se narodily dvě dcery a roku 1243 Anna zemřela.